# Haglere
Die Haglere (auch Hagleren) ist ein Berg in den Emmentaler Alpen auf der Kantonsgrenze der Schweizer Kantone Luzern und Obwalden.

## Geografie
Der Gipfel des Berges hat die Höhe von 1948 m ü. M. 1,2 Kilometer südöstlich liegt der Nünalpstock mit der Höhe von 1900 m ü. M. Die beiden benachbarten Berge bilden das Massiv nordöstlich der Luzerner Ortschaft Sörenberg und sind gute Aussichtsberge.
Die Haglere ist nach dem Fürstein (2039 m ü. M.) der zweithöchste Gipfel in der Region des Glaubenbergpasses. Der Grasberg hat eine abgerundete Kuppe, die oberhalb der Waldgrenze liegt und als Bergweide genutzt wird.
Im Süden und Westen der Haglere liegt das Tal der Waldemme; auf der Nordseite befindet sich das weitgehend bewaldete Tal des Rotbachs mit vielen Feuchtgebieten.

## Schutzgebiete
An der Nordflanke der Haglere liegen im Gebiet Hagleresite–Ober Blattli-Rohr ausgedehnte Moorgebiete im Naturschutzgebiet Hagleren; sie zählen zu den Hoch- und Übergangsmooren von nationaler Bedeutung. Das Naturschutzgebiet «Bergföhrenhochmoor Haglere» gehört der Organisation Pro Natura.
Die Gegend gehört zum national bedeutenden BLN-Gebiet Flyschlandschaft Hagleren-Glaubenberg-Schlieren.